# Fridericianum (Leipzig)

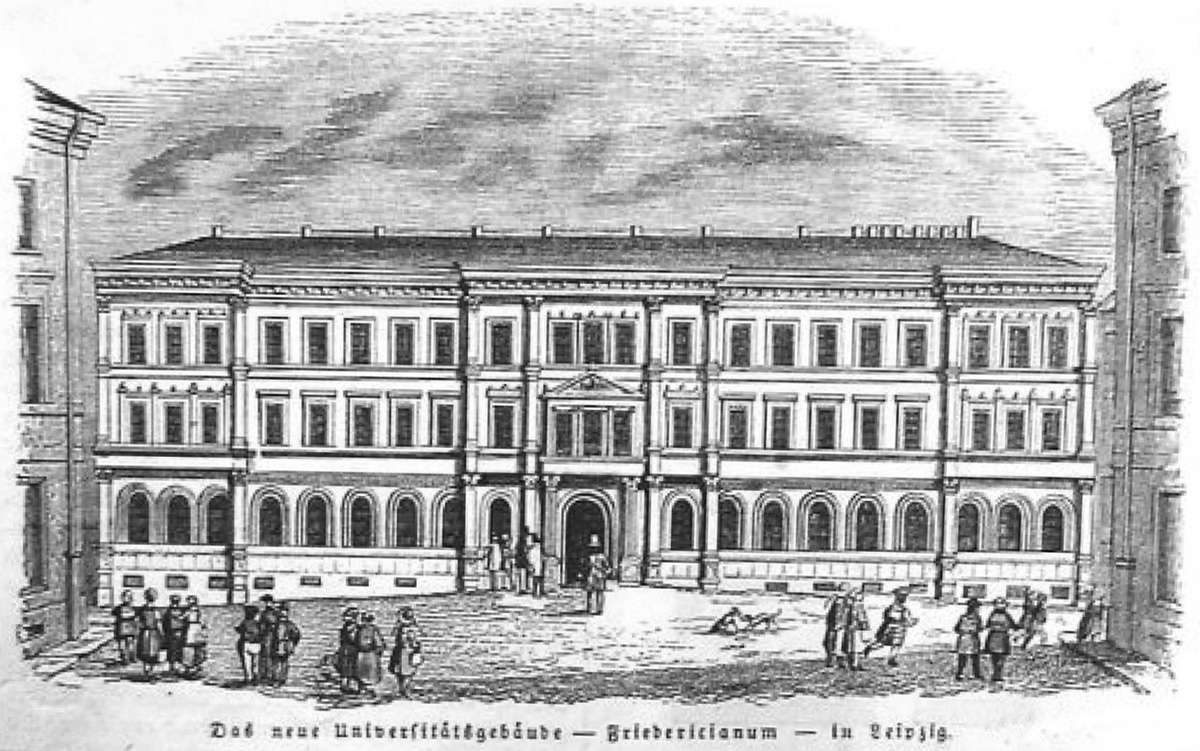
Das Fridericianum um 1850

Das Fridericianum (auch Friedericianum) wurde 1842 bis 1844 für die Universität Leipzig unter anderem für das experimentelle chemische Arbeiten errichtet. Das Gebäude an der Schillerstraße im südöstlichen Teil der Innenstadt wurde bei dem schweren Luftangriff auf Leipzig Anfang Dezember 1943 zerstört.

## Lage
Das Fridericianum lag auf der stadtwärtigen Seite der Schillerstraße und trug die Hausnummer 7. Es befand sich gegenüber der Ersten Bürgerschule, die ab 1796 auf der Moritzbastei errichtet worden war. Heute steht auf einem Teil des ehemaligen Fridericianums die Mensa am Park der Universität Leipzig.

## Geschichte

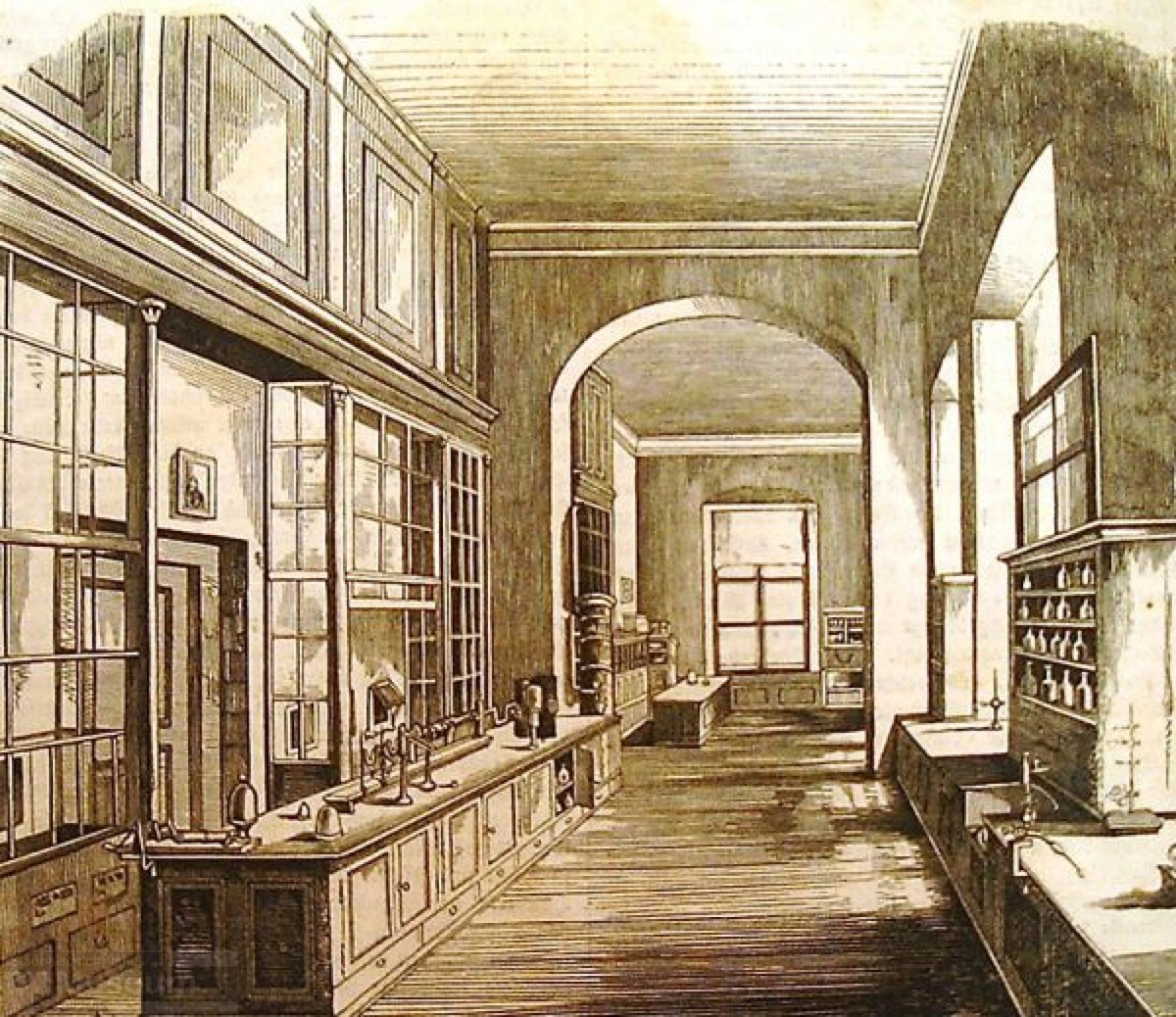
Der chemische Arbeitssaal
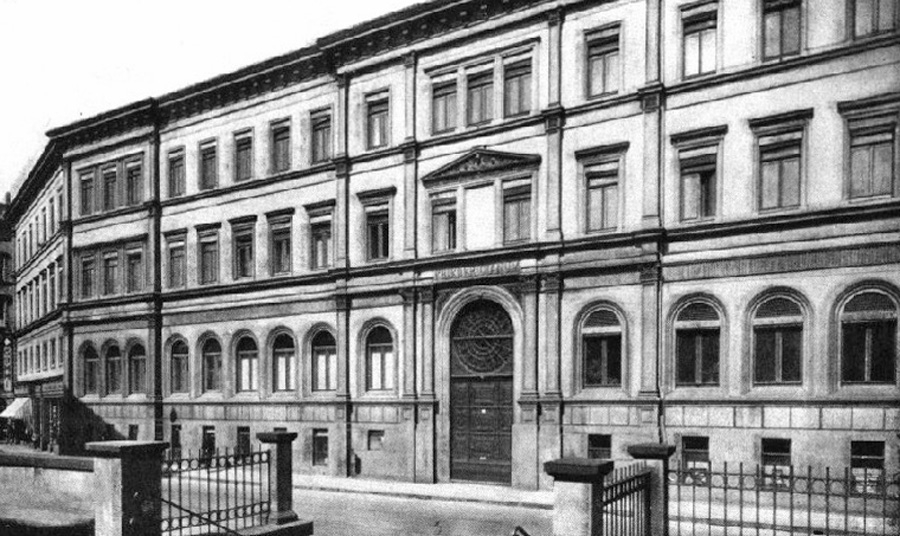
Das Fridericianum 1925

Obwohl eine Professur für Chemie an der Universität seit 1710 bestand, wurde erst 1804 in der Pleißenburg notdürftig ein chemisches Laboratorium eingerichtet. Dieser Zustand änderte sich 1844. Die Universität hatte an der Schillerstraße Grundstücke erworben und ließ von Albert Geutebrück ein dreistöckiges Gebäude mit 21 Fensterachsen errichten. Dem schloss sich bis zur Ecke Universitätsstraße noch ein Wohnhaus an.
Der Zweckbestimmung nach wurde der Neubau zunächst Chemicum genannt. Ab 1856 kam der Name Fridericianum auf, der allgemein auf den zweiten Vornamen des Königs Friedrich August bezogen wird. Es ist aber auch eine Ableitung von der Leipziger Chemikerfamilie des 18. Jahrhunderts Friederici nicht auszuschließen.
Erster Direktor im Chemicum war Otto Linné Erdmann. Dem Institut standen das Erdgeschoss sowie die Souterrain- und Kellerräume eines ganzen Gebäudeflügels zur Verfügung. So gab es beispielsweise ein „Arbeitscabinet“ und ein Privatlaboratorium für den Direktor, ein analytisches sowie ein „technisch-pharmaceutisch[es]“ Laboratorium, ein Auditorium, aber auch ein eigenes „Instrumenten- und Präparirzimmer“. Außerdem existierten „eine ziemlich reiche Sammlung chemischer Präparate“ und eine Mineraliensammlung.
Ins Fridericianum zog auch das Antikenmuseum der Universität ein, das neben seinen Lehraufgaben auch dem Publikum offenstand.

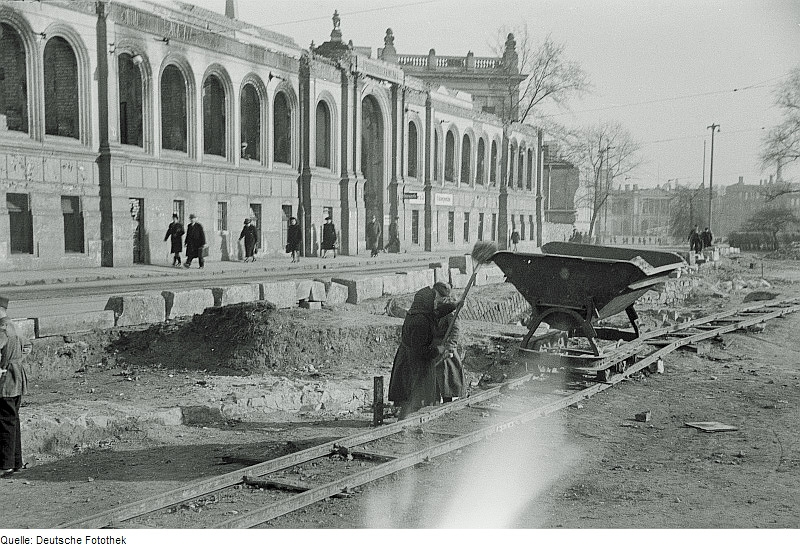
Trümmerfrauen nach Kriegsende auf der Schillerstraße vor dem zerstörten Fridericianum.

Im Jahre 1871 hatte Gustav Wiedemann das deutschlandweit erste Ordinariat für Physikalische Chemie übernommen und war damit Direktor des Zweiten chemischen Laboratoriums im Fridericianum geworden, für welches sich schnell die Bezeichnung „Physikalisch-chemisches Laboratorium“ einbürgerte.
Mit dem Bau des chemischen Instituts 1868 in der Waisenhausstraße (seit 1879 Liebigstraße) verlor das Fridericianum langsam seine Bedeutung für die Chemie, und es wurde von anderen Einrichtungen der Universität genutzt. In einer Zusammenstellung der Universität für das Jahr 1943 werden für das Fridericianum das Psychologische Seminar, das Psychologisch-Pädagogisches Institut und das Orientalische Institut angegeben.
Bei dem schweren Luftangriff auf Leipzig am 4. Dezember 1943 wurde das Fridericianum vollständig zerstört und nach der Abräumung das Areal bis zur Errichtung der neuen Universitätsbauten zeitweilig als Parkplatz genutzt.

## Trivia
Das Fridericianum beherbergte neben den Lehr- und Forschungsräumen der Universität auch die privaten Wohnräume des Instituts-Direktors. Die Söhne Otto Linné Erdmanns, der spätere Genremaler in Düsseldorf Otto Erdmann und der Mediziner Bernhard Arthur Erdmann, verbrachten hier ihre Jugendjahre.